# 教會史 (耶穌基督後期聖徒教會)
《教會史》耶穌基督後期聖徒教會出版的關於該教會於1849年以前的歷史。約於1902年出版。該教會正典標準經文的《教義和聖約》以及《無價珍珠》中關於歷史的註腳多有參照《教會史》之處。
《教會史》是由摩門教教會歷史家 B. H. Roberts 在20世紀早期的教會領袖的指示要求下開始將教會歷史編輯出版。他使用的教會創始人 Joseph Smith, Jr. （小斯密約瑟）的原稿（1805年至1844年）以及斯密約瑟的書記們的紀錄（由1838年進行到1857年）整合整理加上解釋註腳後出版。這份歷史的工作是由斯密約瑟開始，在1844年他死時編輯的工作只進行到1838年，後來的工作則是由他的書記和助理們在他死後繼續進行的。大部分的原稿是在 Willard Richards 和 George A. Smith 以及他們的助理們編輯下於1858年就完成原稿。
雖然《教會史》絕大部分是關於斯密約瑟的生平，並且是由斯密約瑟自己開始的，但是他本人所寫的部分只佔有全書極小的部分。原稿中大部分是由教會紀錄、教會官方報紙、由斯密約瑟的書記保留下來的斯密約瑟的日記、其他和斯密約瑟有關或一起工作的人的日記、以及一些參與對教會發展有重大影響的傳教工作的人的日記。
全書共7卷，前6卷包括斯密約瑟的生平，最後一卷則是在他1844年死後至1848年間的教會內重要事件和繼承危機的歷史。

## 外部連結
- 《教會史》 （页面存档备份，存于）－摩門教的楊百翰大學裡的亞伯拉罕書計劃下斯密約瑟歷史的部分。